# Influence britannique au Tibet (1904-1950)
Le Tibet n'a jamais été un pays isolé ou étanche aux influences extérieures. Dans le passé, la culture indienne et la culture chinoise ont modifié la contrée. 
Les interventions armées britanniques au Tibet politique à la fin du XIXe siècle et surtout au début du XXe se soldèrent par l'ouverture de la région à l'influence de l'Inde britannique et, partant, de la Grande-Bretagne. La Convention de Simla en 1913 accordait à la Grande-Bretagne une influence prépondérante en plus de privilèges commerciaux et du territoire connu aujourd'hui sous le nom d'Arunachal Pradesh. 
Selon Heather Spence, sous le parapluie de l'influence britannique, la période 1912-1933 vit l'apparition, dans le cadre des rapports anglo-tibétains, d'un mouvement en faveur de l'indépendance et de la modernisation, mais non sans un déclin progressif dans les années qui suivirent. Selon sir Charles Bell, à partir de 1925, le 13e dalaï-lama manifesta sa résolution à éviter les Britanniques et à entrer en contact directement avec les Chinois, et en 1926, l'influence britannique avait grandement diminué.
En 1950 lors de l'intervention militaire chinoise au Tibet, le Tibet lance un appel aux Nations unies, dont les Britanniques discutent à la Chambre des communes le 20 novembre 1950, mais souhaite tenir compte de la position de l'Inde qui, pour conserver un rôle de médiateur et réduire les tensions, se prononce pour un ajournement de l'Appel.

## Historique
Selon Tao Changsong, directeur adjoint de l'Institut de recherche sur le Tibet contemporain relevant de l'Académie des sciences sociales du Tibet, la Grande-Bretagne a commencé au XVIIe siècle « à dépouiller massivement le Tibet de ses produits comme la laine, le poil de bœuf, le duvet des bovins et ovins, le musc et divers médicaments bruts à travers l'établissement de la Compagnie des Indes et des traités inégaux imposés au gouvernement chinois des Qing ».

### Le Grand Jeu

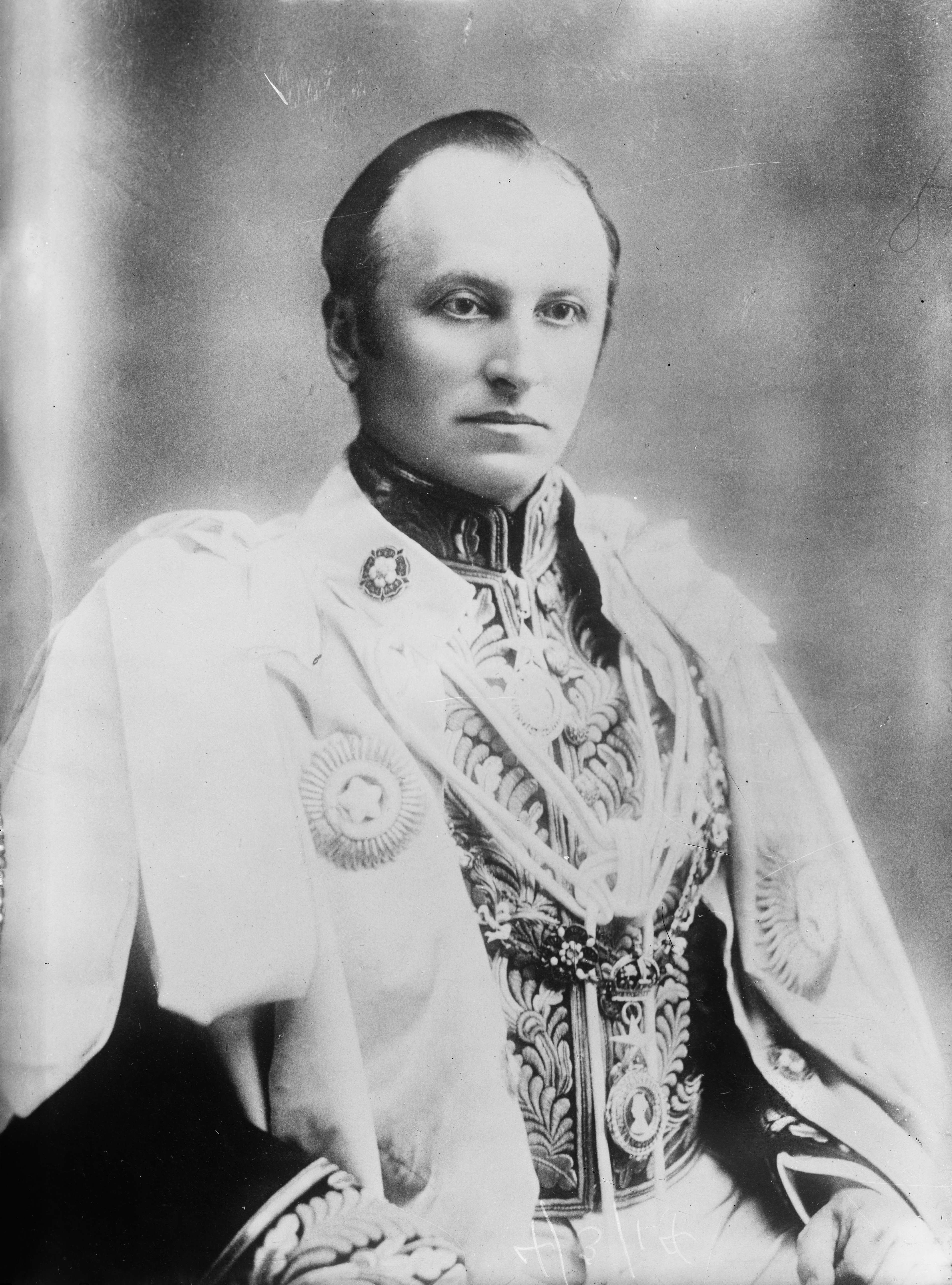
Le marquis Curzon de Kedleston

Dans le cadre du Grand Jeu, la Russie impériale et la Grande-Bretagne s'opposent en Asie au XIXe siècle. L'empire russe, puissance continentale, cherche à consolider ses acquis de la Mer Noire depuis la fin du XVIIIe siècle, acquis obtenus grâce à ses victoires sur l'Empire ottoman, tout en s'étendant vers le Caucase et l'Asie centrale au long du XIXe siècle. L'Empire britannique cherche à étendre l'Empire des Indes, et y protéger ses intérêts. Les Russes comptent utiliser le Tibet pour se rapprocher des marchés sud-asiatiques alors que les Britanniques espèrent une ouverture vers le marché chinois. Les Russes – les premiers à faire une tentative – essuient un échec.
Selon un auteur se présentant comme un diplomate américain, écrivant sous le pseudonyme de « John MacGregor » dont l'identité est inconnue, des preuves explicites des intérêts miniers de la Russie au Tibet furent découverts dans une publication chinoise en date du 26 mars 1903, décrivant un traité en 8 points avec le Tibet et la Chine. L’accord donnait des droits d’exploitation importants à la Russie, et à la Chine 10 % de royalties sur les bénéfices ainsi que le droit d’être informée de l’ensemble des opérations minières russes. Par d’autres canaux secrets du gouvernement chinois, les britanniques apprirent que 5 agents russes s’étaient rendus à Lhassa et avaient obtenu un accord avec l’amban chinois en février 1903.
En 1903 Lord George Curzon, vice-roi d'Inde, et Sir Francis Younghusband, sont tous les deux convaincus que la Russie et le Tibet ont signé des traités secrets[citation nécessaire] qui menacent les intérêts britanniques en Inde, et soupçonnent Agvan Dorjiev, un Bouriate sujet russe proche du 13e dalaï-lama, de travailler pour le gouvernement russe,, ce qui sert de prétexte pour l'invasion britannique du Tibet en 1904. 
Des rumeurs courent également selon lesquelles Dorjiev est responsable de l'arsenal de Lhassa et qu'il dirige des opérations militaires depuis le fort de Gyangzê Dong. Il apparaît finalement que ces rumeurs sont sans fondement : rien ne prouve que Dorjiev est un agent du tsar, même si, à plusieurs reprises, il a été envoyé comme ambassadeur du dalaï-lama pour essayer d'obtenir le soutien de la noblesse russe.

### Les négociations avec la Chine (1876-1893) et le Tibet (1899-1904)
En 1876, les Britanniques négocient avec la Chine un droit de passage sur le territoire tibétain lors de la convention de Chefoo. En 1890, le traité sur le Sikkim, signé à Calcutta, détermine la frontière entre le Sikkim et le Tibet.
En 1788 et 1791, les Gurkhas envahissent le Tibet. Ce dernier, demande de l'aide à l'empereur Qianlong, qui y envoie des armées pour rétablir le dalaï-lama. Il lui associe alors un résident Qing (l'amban) et une garnison. En 1792, il émet un décret en 29 points qui resserre le contrôle chinois sur le Tibet. La monnaie tibétaine, jusqu'alors produite au Népal, est désormais produite en Chine.
En 1893 le « Tibet Trade Regulation » autorise le commerce britannique au Tibet,.Londres obtient l'ouverture d'un comptoir commercial à Yatung. Les marchandises seront exemptées de taxes jusqu'en 1899, date prévue de la révision du traité. 

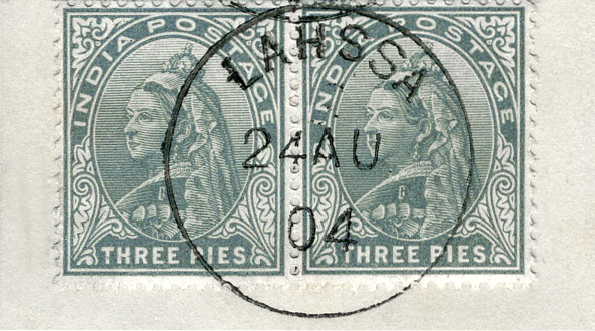
Paire de timbres de l'Inde britannique oblitérés le 24 août 1904 à Lhassa (où séjournèrent entre le 3 août 1903 et le 23 septembre 1904 les militaires britanniques du lieutenant-colonel Francis Younghusband)

Prenant conscience que les Chinois sont dans l'incapacité de faire appliquer ces accords par les Tibétains, les Britanniques décident de négocier directement avec le gouvernement tibétain. Lord Curzon, vice-roi des Indes de 1899 à 1905, déclare : 
« Nous considérons la prétendue suzeraineté de la Chine sur le Tibet comme une fiction constitutionnelle ».
Assuré de l'inertie des Russes aux prises avec l'Empire japonais en Extrême-Orient lors de la guerre russo-japonaise (8 février 1904 – 5 septembre 1905), il tente de prendre contact avec le gouvernement du Tibet, mais ce dernier ne répond pas. Aussi, en 1903, les Britanniques répondent-ils par une mission diplomatique appuyée par une force militaire commandée par Francis Younghusband. Quand cette expédition militaire atteint la capitale Lhassa, Thubten Gyatso (13e dalaï-lama) a déjà fui à Urga – la capitale de la Mongolie, accompagné du Russe bouriate Agvan Dorjiev Dorjieff. Il y est reçu par le Bogdo Gegen et les représentants russes. La Russie, en guerre contre le Japon, ne peut pas intervenir au Tibet.
Selon Hugues-Jean de Dianous, le corps de troupe anglo-indien n'est retiré qu'après la signature d'une convention, le traité de Lhassa de 1904.

### La convention entre la Grande-Bretagne et le Tibet (1904)

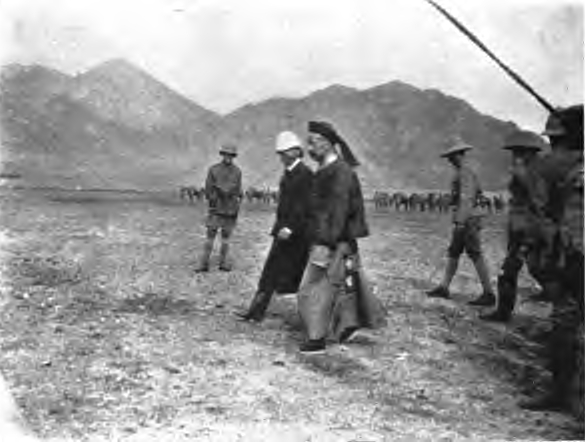
L'amban Youtai (有泰) et Younghusband en 1904

Conclue à Lhassa le 7 septembre 1904 entre les Britanniques et le gouvernement tibétain, la convention entre la Grande-Bretagne et le Tibet donne aux Britanniques des privilèges économiques et un droit de regard dans les affaires intérieures tibétaines. Par ailleurs la Grande-Bretagne occupera la vallée de Tchoumbi jusqu'à la fin du règlement par le Tibet d'une indemnité financière de 75 lacks de roupies à raison d'un lack par an (soit une occupation envisageable de 75 ans). 
Selon Laurent Deshayes, ce traité place le Tibet dans la « zone d'influence britannique » et reconnaît « de facto l'État tibétain comme politiquement séparé et libre de toute tutelle chinoise », annulant ainsi les accords de 1890 et 1893 entre la Chine et les Britanniques. Le traité est ratifié par le vice-roi et gouverneur-général des Indes, au Conseil de Simla, le 11 novembre 1904, réduisant l'occupation de la vallée de Tchoumbi, et des 2/3 l'indemnité. Cet accord anglo-tibétain n'est pas signé du pouvoir impérial chinois (alors mandchou). Laurent Deshayes indique que « la présence de l'officiel mandchou est « symbolique, au même titre que celle des délégués bhoutanais et népalais ». Selon Claude Arpi, directeur du pavillon tibétain d'Auroville, l'amban proposa sa médiation, mais Younghusband refusa.
Pour Jean Dif, « cet accord, négocié sans la participation des Chinois, est parfois interprété comme une reconnaissance implicite de l'indépendance du Tibet par les Anglais; on verra que cette interprétation est néanmoins contredite par d'autres accords, dans lesquels la suzeraineté de la Chine sur le Royaume des Neiges est explicitement reconnue par le cabinet de Londres » . Selon Lung Chang, sans ratification chinoise, le traité de Lhassa n'a aucune valeur juridique.

### Le traité de Pékin (1906)
Selon Bradley Mayhew et Michael Kohn, comme le traité de Lhassa implique que le Tibet est un État souverain habilité à signer des traités de son propre chef, le pouvoir impérial mandchou n'est pas d'accord et, en 1906, les Britanniques signent un deuxième accord, cette-fois avec les Chinois, le traité de Pékin, lequel reconnaît la suzeraineté de la Chine sur le Tibet. Britanniques et Chinois s'engagent à ne permettre à aucune autre puissance étrangère de s’infiltrer sur le territoire ou dans l'administration interne du Tibet (Article II).

### Le traité de Simla (1914)

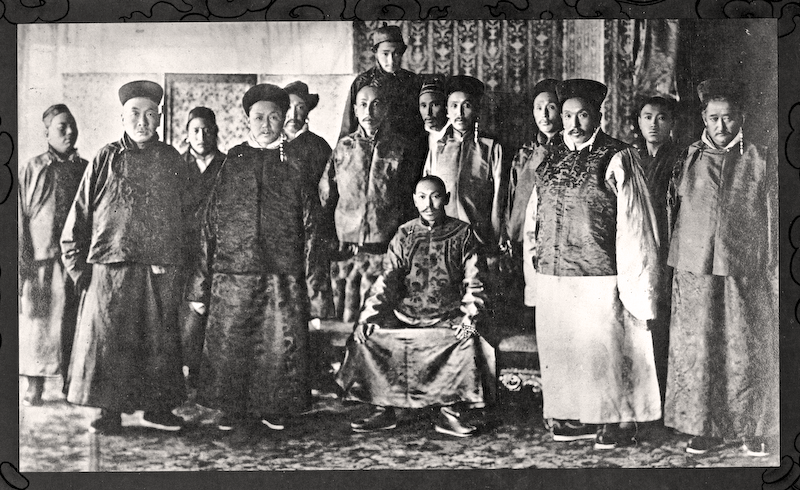
Le 13e dalaï-lama et son entourage, lors de son exil en Inde britannique en 1910.

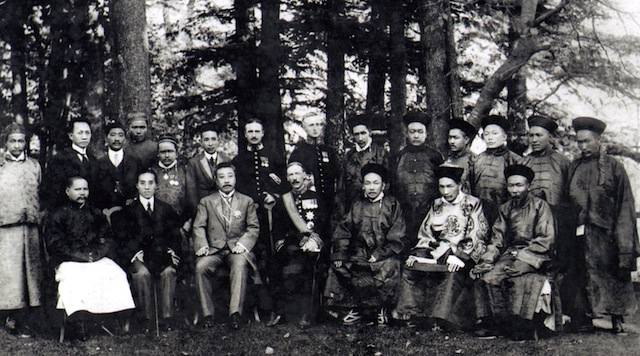
Conférence de Simla, octobre 1913. Derrière, debout, à sa gauche Archibald Rose et à sa droite Charles Bell. Assis, de gauche à droite : Wangchuk Tsering, les délégués chinois B. D. Bruce, Ivan Chen, sir Mac Mahon, les délégués tibétains Longchen Shatra, Trimon et Tenpa Dhargay (dronyer-chenmo)

Fortes de ce nouvel accord, les forces impériales mandchoues, sous le commandement de Zhao Erfeng, un seigneur de guerre chinois, envahissent le Tibet en 1910, contraignant le dalaï-lama à fuir à nouveau et le poussant cette fois dans les bras des Britanniques en Inde. Selon les historiens chinois Jiawei Wang et Nima Gyaincain, l'Angleterre installe le fugitif à Darjeeling et dépêche auprès de lui Charles Alfred Bell en espérant amener le chef tibétain à se ranger de leur côté[réf. à confirmer].
En 1911, la révolution chinoise renverse la dynastie Qing et instaure la République. Fin 1912, les forces mandchoues sont expulsées du Tibet et, en janvier 1913, le 13e dalaï-lama quitte le Sikkim pour Lhassa.
Selon l'historien Melvyn C. Goldstein le but des Britanniques est de faire du Tibet une zone tampon d'où la Chine et la Russie sont exclues et où les intérêts britanniques et indo-britanniques prédominent. Il ne s'agit non pas tant d'aider le Tibet à obtenir son indépendance ni de l'incorporer comme protectorat au sein de l'empire des Indes (à l'exemple du Sikkim et du Bhoutan) – cela aliènerait la Chine et la Russie et nuirait aux intérêts internationaux de la Grande-Bretagne – que d'entériner l'idée que le Tibet est autonome dans le cadre d'une suzeraineté chinoise, autrement dit qu'il est de facto indépendant dans le cadre d'une sujétion purement formelle à la Chine. Ces buts sont atteints au moyen de la Convention de Simla (1914) qui fait de la Grande-Bretagne l'influence dominante au Tibet et lui accorde des privilèges commerciaux et le territoire de 90 000 km2 connu aujourd'hui sous le nom d'Arunashal Pradesh en échange de 5 000 fusils obsolètes et de munitions[réf. à confirmer].
De cette conférence, l'exploratrice Alexandra David-Néel écrira qu'elle « n'a eu aucun résultat », que « nul traité n'a été signé entre la Chine et le Tibet ». Elle rapporte que « les Anglais n'attendent qu'un prétexte pour mettre la main sur le Tibet » et que « le bruit court qu'ils ont déjà effectivement, sinon officiellement, annexé une ou deux provinces ». Elle ajoute : « En attendant, les Chinois s'entremangent et l'on peut être certain que les dites "puissances" ont la main dans tout ce grabuge ». Elle décrit le programme des Britanniques : « L'Angleterre est en train de prendre tout doucement le Tibet. Elle a posé le télégraphe jusqu'à Gyantsé, y entretient quelques soldats, a des télégraphistes militaires, des soi-disant agents commerciaux qui sont des agents politiques, dans toute la région. La défaite des Chinois au Tibet sert ses plans ».

### La mission Bell (1920-1921)
Selon Heinrich Harrer, le 13e dalaï-lama avait beaucoup appris durant son exil en Inde et en Chine. Il avait eu des contacts amicaux avec Sir Charles Bell, l'officier de liaison britannique pour le Sikkim, le Tibet et le Bhoutan, et grand défenseur de l'indépendance du Tibet, et c'est à cette amitié que le dirigeant tibétain devait sa connaissance du monde occidental.
Selon les historiens chinois Jiawei Wang et Nima Gyaincain, afin d'empêcher que le gouvernement local du Tibet n'améliore ses relations avec le gouvernement de la république de Chine, la Grande-Bretagne délègue Charles Bell à Lhassa entre novembre 1920 et octobre 1921. Il arrive avec plus de vingt chevaux chargés d'armes . Avec le soutien du dalaï-lama, il obtient de la tsongdou d'augmenter le nombre de militaires pour obtenir un effectif de 17 000 soldats.

## Présence et influence
Pour Lung Chang, « la convention de Lhassa de 1904 consacre l'influence anglaise au Tibet, et pour de longues années » . Pour le poète Jean Dif, le Tibet du 13e dalaï-lama reste sous la tutelle de l'Angleterre qui en interdit l'accès à tout étranger non britannique. Heather Spence, auteur d'une thèse sur la politique britannique concernant le développement du Tibet de 1912 à 1933, est d'avis que le Tibet, bien que n'étant pas un protectorat de la Grande-Bretagne, a subi une influence considérable de la part de celle-ci. Elle voit, dans les années 1912-1933 (« déclaration d'indépendance » – décès du 13e dalaï-lama), une période des rapports anglo-tibétains marquée par un mouvement en faveur de l'indépendance et du développement du Tibet sous le parapluie de l'influence britannique, laquelle toutefois s'est progressivement affaiblie.
Dans Le Tibet, cent questions et réponses, un opuscule publié en 1988 par Pékin, le gouvernement chinois soutient que les Tibétains, dans leur revendication d'indépendance, ont été influencés et dirigés, au début du XXe siècle, par les Britanniques. 
Pour Tsering Shakya et Anne-Marie Blondeau, qui répondent dans Le Tibet est-il chinois ? à l'ouvrage publié par Pékin, la signature de 2 traités avec les Britanniques marque un changement dans la politique isolationniste des Tibétains, et si le Traité de Lhassa de 1904 a été signé sous la contrainte après leur défaite contre les Anglais, la Convention de Simla de 1914 l'a été à l'issue de la Conférence de Simla que les Tibétains et les Britanniques organisèrent de leur plein gré.

### Influence politique
Laurent Deshayes, quant à lui, situe une intervention déterminante de la Grande-Bretagne au Tibet entre 1920 et 1925. La mission Bell de 1920 est l'élément déclencheur de cette influence politique. Cette intervention anglaise accompagne la modernisation du Tibet entreprise par le dalaï-lama. Mais à la suite des luttes d'influences au sein du pouvoir tibétain, Tsarong, fer de lance de cette modernisation, est démis du commandement de l'armée. Le dalaï-lama décide de rompre avec la Grande-Bretagne.

### Les agents du Service politique de l'Inde britannique (1904-1947)

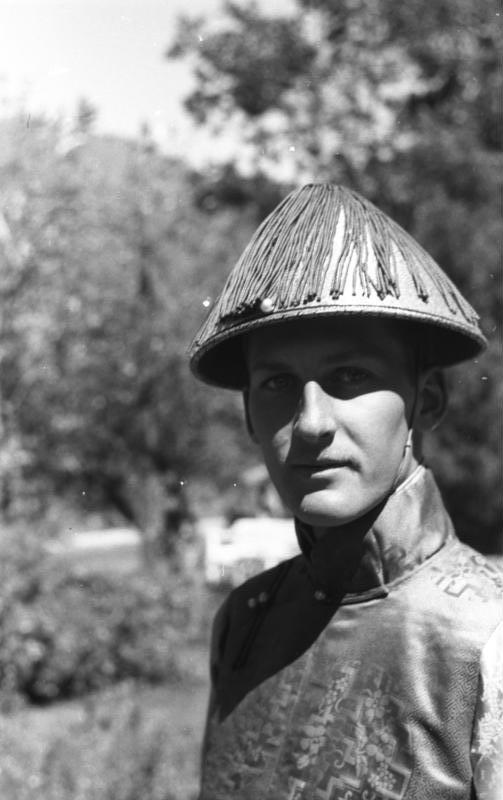
Jeune Anglais, membre des services secrets, à Yatoung photographié par Ernst Schäfer en 1939

Alex C. McKay rapporte que, dans la première partie du XXe siècle, le Tibet vit défiler plus d'une centaine de fonctionnaires britanniques ou British trade agents, relevant d'une section de l'administration coloniale britannique en Asie. Entre 1904 et 1947, des agents du service politique indien et leurs subalternes furent présents à Gyantsé et à Yadong, sous la supervision de l'officier politique du Sikkim. Il y avait également une agence à Gartok dans le Tibet occidental, mais avec un responsable indigène comme agent commercial. 
Selon l'explorateur William Montgomery McGovern qui voyagea au Tibet en 1922 et rencontra David Macdonald, alors agent commercial, ce titre serait quelque peu trompeur : ses fonctions sont exactement celles d'un consul mais il reçoit ce titre parce qu'il est nommé par le Bureau de l'Inde (India Office), et non par le Ministère britannique des affaires étrangères (Foreign Office).

### Les opérations du renseignement britannique
Selon Elizabeth Endicott-West, pendant le XIXe siècle, le renseignement britannique dans le nord de l'Inde envoya des personnalités locales faire des incursions au Tibet pour essayer de déterminer des informations aussi élémentaires que la position exacte de Lhassa.

### Présence et influence dans les domaines militaire et policier

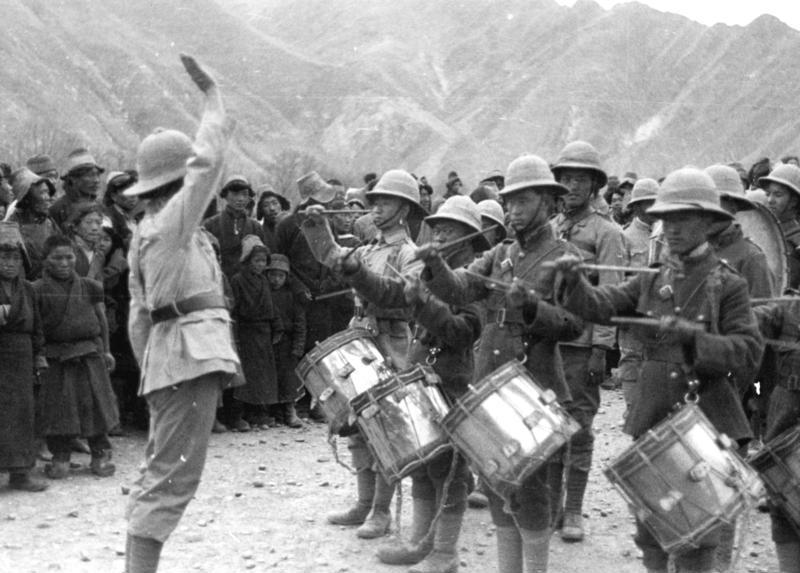
Parade d'un détachement de l'armée tibétaine devant le Potala à Lhassa lors du Nouvel an tibétain (1939)

Selon Robert W. Ford, l'influence anglo-indienne auprès de l'armée tibétaine s'est imposée dans les années 1920, quand des instructeurs soigneusement sélectionnés furent formés par des officiers britanniques et indiens au Tibet occidental. Le Tibet envoya également des gens en Inde pour y étudier le maniement de l'artillerie lourde et des mitraillettes[réf. à confirmer].
Il y avait une petite garnison britannique à Gyantsé ainsi qu'une école militaire ouverte par la Grande-Bretagne pour former les officiers tibétains,. Le 13e dalaï-lama y envoya des troupes pour qu'elles s'y familiarisent avec les méthodes anglaises. 
Selon Robert W. Ford, la langue tibétaine ignorant le vocabulaire militaire, les ordres étaient donnés en anglais. Et c'est dans cette langue qu'ils furent transmis, oralement. 
Lors des grandes parades militaires, la fanfare jouait l'air de l'hymne anglais God Save the Queen, ainsi que le rapporte l'Autrichien Heinrich Harrer dans ses mémoires, ajoutant toutefois qu'un nouvel hymne national avait été composé.
Le bras droit de Sir Charles Bell, Sonam Wangfel Laden, un fonctionnaire de la police impériale britannique d'origine sikkimaise parlant tibétain et anglais couramment, fut, selon sa biographie, le fer de lance de la politique de l'Inde britannique visant à engager le Tibet dans la voie de la modernisation. Il fut chargé de la mise en œuvre des diverses réformes, et en particulier de la création ex nihilo, en 1923-1924, d'une force de police à Lhassa et de sa direction.
Selon Walter Evans-Wentz, D. S. W. Laden-La Sardar Bahadur (Sonam Wangfel Laden) était le Chef de la police de Darjeeling, et un érudit bouddhiste renommé d’origine tibétaine.

### Influence dans les domaines économique et commercial
S'exprimant sur la revendication d'une « indépendance de fait » du Tibet, l'essayiste Elisabeth Martens déclare qu'elle est en réalité une dépendance économique et politique à l'égard de l'Angleterre. Cette situation, ajoute-t-elle, a profité largement aux élites tibétaines, composées de marchands aisés, de familles nobles et surtout de responsables de monastères, lesquels possédaient plus de 70 % des terres tibétaines. Le philosophe slovène Slavoj Žižek indique que l'élite tibétaine transférait ses avoirs dans des banques de l'Inde britannique.
Selon Bradley Mayhew et Michael Kohn le 13e dalaï-lama invita des spécialistes britanniques qui effectuèrent des études géologiques dans certaines parties du Tibet afin d'évaluer les possibilités d'extraction minière. Dans la liste des mesures qu'il avait proposées pour aider le Tibet à garder sa liberté, Sir Charles Bell avait cité l'assistance de la Grande-Bretagne pour faire venir des prospecteurs et éventuellement des ingénieurs des mines. Il recommandait cependant que le gouvernement tibétain en ait la pleine propriété, et qu'il n'engage que des entreprises dignes de confiance pour les exploiter.

### Influence dans les domaines éducatif, linguistique et culturel

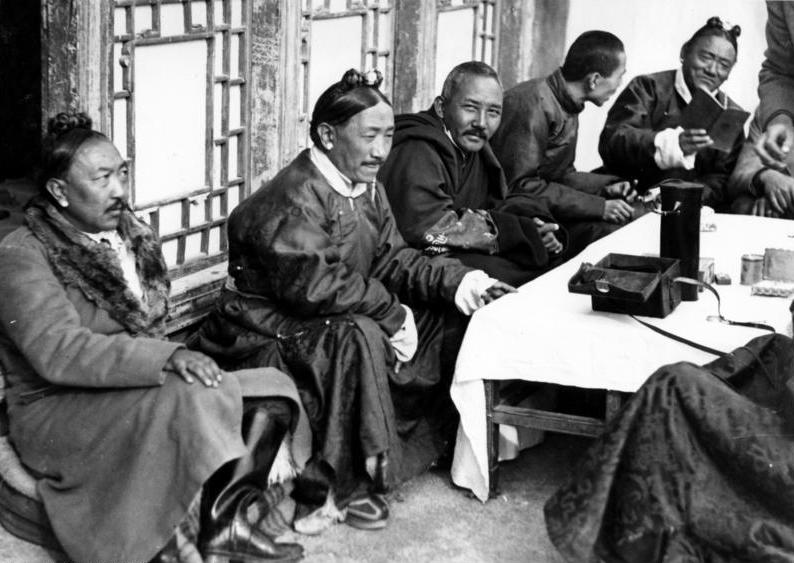
L'expédition allemande au Tibet reçoit trois anciens étudiants de Rugby (de gauche à droite : Kijbu (Kyipup), Ringan (Ringang), Möndö), l'envoyé chinois Chang et Tsarong Dzasa (1939)

#### Les quatre Tibétains de Rugby
Des archives confidentielles provenant de l'ancien Ministère de l'Inde (Indian Office) à Londres et rendues publiques en 2002, révèlent avec force détails la tentative de faire de quatre jeunes Tibétains l'avant-garde des modernisateurs du pays grâce à une éducation reçue dans une public school de Grande-Bretagne .
Sur la suggestion de Sir Charles Bell, Lungshar, un dignitaire tibétain, avait emmené à Rugby, en Angleterre, en 1913, quatre fils de nobles tibétains (W. N. Kyipup, K. K. Möndö, Ghonkar (Gongkar) et R. D. Ringang), pour qu'ils fassent des études dans une public school. Une fois leur scolarité achevée, chacun des four Rugby boys (« quatre élèves de Rugby ») avait reçu, en plus, une formation professionnelle. 
Kyipup avait étudié la télégraphie, l'arpentage et la cartographie et, à son retour, on lui avait confié la tâche de développer le réseau télégraphique mais il ne réussit pas et fut affecté à d'autres postes. Möndö étudia le génie minier et la minéralogie et se lança dans la prospection minière : accusé de déranger les esprits et de gâter les récoltes, il dut renoncer. Ghonkar alla à l'académie militaire de Woolwich car on comptait sur lui pour réorganiser l'armée tibétaine, mais, pour des raisons politiques, il fut affecté à un poste frontière du Kham. Ringang, étant le plus jeune des quatre, était resté plus longtemps en Angleterre et avait fait des études de génie électrique. Il construisit la centrale hydroélectrique de Drapchi à partir d'équipements acheminés depuis l'Angleterre et établit une ligne électrique jusqu'à Lhassa et au palais d'été, une entreprise colossale. Des quatre, il fut le seul qui réussit. Après sa mort, l'usine tomba en décrépitude faute d'investissement d'entretien ,.

#### L'école anglaise de Gyantsé (1923-1926)
Selon Michael Rank, c'est lors de la Convention de Simla que l'idée de fonder une école britannique au Tibet fut évoquée par le plénipotentiaire tibétain, Paljor Dorje Shatra. Pour faire face aux pressions de la civilisation occidentale, elle semblait indispensable au gouvernement tibétain qui voyait que, sans éducation scolaire générale, on ne pouvait former de Tibétains pour développer le pays selon ses vœux. Un responsable de l'Inde britannique insista pour préciser que l'école serait fondée entièrement par les Tibétains de leur propre initiative et que ce n'était en aucun cas une entreprise britannique augurant une « pénétration pacifique ».
En 1923, le 13e dalaï-lama établit l'école anglaise de Gyantsé, qui ouvre en décembre 1923 mais ne fonctionne que pendant trois ans. Pour Yangdon Dhondup, l’échec de ce projet est liée aux factions conservatrices du clergé. Pour Robert W. Ford, c'est en raison d'un changement dans la politique extérieure du Tibet, qui amorçait une coopération avec la Chine, que l'école fut fermée.

#### Diffusion de l'anglais
Dans son « introduction » aux mémoires de l'Autrichien Heinrich Harrer, qui fréquenta les nobles tibétains à la fin des années 1940, Peter Fleming indique que, « jusqu'à ce que les forces communistes chinoises prennent les commandes du pays en 1950, les fils de la noblesse allaient bien souvent étudier en Inde [britannique], où ils apprenaient, entre autres choses, la langue anglaise » . Harrer lui-même se targue d'avoir d'avoir donné des cours particuliers d'anglais à de jeunes nobles mais surtout au jeune Tenzin Gyatso. 
Harrer rapporte que la légation (= mission) indienne, qui succède en 1947 à la légation britannique mais continue à être dirigée par Hugh Richardson jusqu'en septembre 1950, passe fréquemment des films indiens et anglais lors de ses fêtes.

#### Engouement pour la médecine britannique
Alex McKay est l'auteur d'un ouvrage sur l'arrivée et la réception de la biomédecine dans la région indo-tibétaine à la fin du XIXe et au début du XXe siècle. Un hôpital britannique a été fondé dans la ville de Gyantsé en 1904. Durant les décennies suivantes, les officiers du service médical indien offrirent des traitements aux Tibétains de Gyantsé. Le docteur Robert Steen forma trois Tibétains à la vaccination antivariolique, et le 31 décembre 1905, 1 320 enfants étaient vaccinés à Gyantsé et la région environnante. Plus de 20 membres du service médical indien travaillèrent au Tibet entre 1904 et 1950, à l'époque où s'y trouvaient des diplomates de l'Inde britannique, dont l'Écossais James Guthrie qui gagna la bonne volonté des Tibétains et permit l'avancée de la médecine au Tibet. Il fut en poste à Gyantsé entre 1934 et 1936. Après la Seconde Guerre mondiale, il fut medecin à la mission britannique à Lhassa où il resta jusqu'en 1949 avec sa femme, infirmière.
Harrer note également l'engouement pour les docteurs britanniques de la légation – « les seuls médecins pour une population de trois millions et demi d'habitants » –, rapportant que les moines critiquent même les dignitaires du gouvernement lorsque ceux-ci font venir le médecin anglais.

### Les investigations du 13edalaï-lama sur la Société des Nations

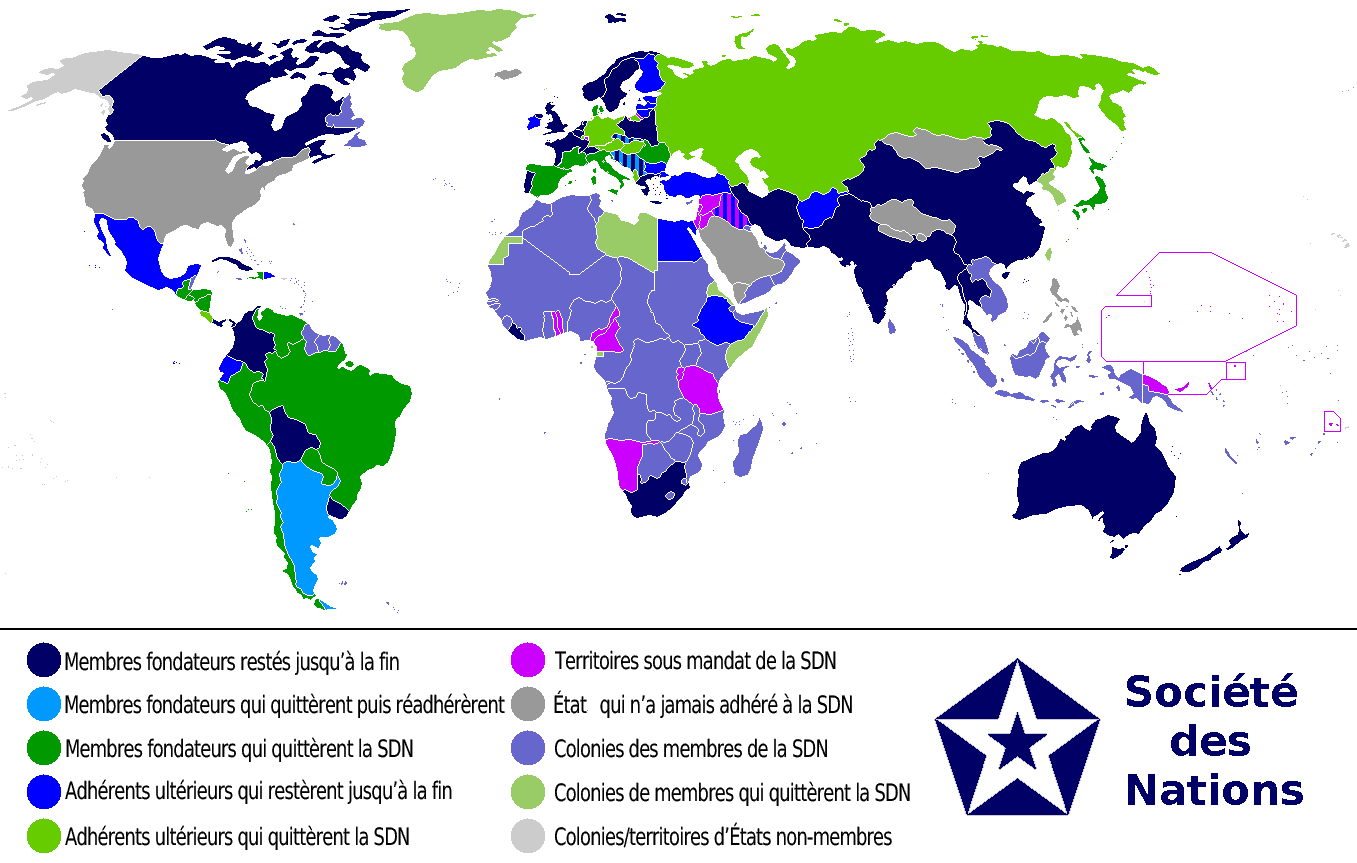
Réalisée en 2007 par un Néerlandais du nom d'Allard Postman, cette carte est censée montrer la place de la Société des Nations dans le monde entre 1920 et 1945. Le Tibet y est figuré comme un des États n'ayant jamais adhéré à la SdN.

Selon Leo D. Lefebure, professeur en théologie, le 13e dalaï-lama n'aurait pas cherché à faire adhérer le Tibet à la Société des Nations (SdN) ni, plus généralement, à obtenir de reconnaissance internationale de l'indépendance proclamée. 
L’historien tibétain Tsering Shakya affirme cependant que Charles Bell mentionne, dans ses lettres écrites en septembre 1927 et janvier 1928, les efforts des Tibétains pour s’informer au sujet de la SdN, et des possibilités d’y être admis. Il semble que le dalaï-lama ait demandé à Sonam Wangyal (Palhese), un Tibétain qui s’était rendu en Angleterre, de se renseigner sur la SdN. Bell lui permit de rencontrer le Dr George Freeland Barbour, un universitaire lié à l’Union de la SdN, un groupe de pression de la SdN,. 
Une lettre du dalaï-lama à Palhese montre qu’il était en consultation avec lui et que sa démarche était légitime. Bien que le Tibet ait joui d'une reconnaissance de facto et du statut d’un État pleinement indépendant à cette époque, des obstacles auraient pu venir de la Russie, du Royaume-Uni et de la Chine. La Chine aurait émis des objections à l’admission du Tibet. L’intérêt du Royaume-Uni était de créer un État tampon et d'isoler l’Inde britannique, une nécessité d’autant plus grande que la révolution russe s’étendait en Asie centrale. Dans le même temps, le Royaume-Uni ne pouvait risquer d'antagoniser la Chine, et tout soutien des Britanniques aurait été perçu par la Russie comme une ingérence,. 
Selon Tsering Shakya, le gouvernement tibétain aurait finalement renoncé à sa demande d'adhésion, pressentant que la communauté internationale ferait pression sur lui pour qu'il mette fin au système politico-religieux (la non-séparation de l'Église et de l'État).

## Déclin et fin de l'influence britannique

### La mise au pas de la faction probritannique (1926)
Laurent Deshayes indique qu'à la suite de luttes d'influences au sein du pouvoir tibétain, Tsarong, fer de lance de la modernisation entreprise par le dalaï-lama est démis du commandement de l'armée en 1925. Le dalaï-lama décide à la suite de rompre avec la Grande-Bretagne. L'école anglaise de Gyantse dut fermer ses portes en 1926, elle sera restée ouverte 2 ans. Selon Melvyn C. Goldstein, quelques nobles continuèrent à envoyer leurs enfants faire des études en Inde et quelques enfants de dignitaires suivirent des cours particuliers à la Mission britannique, mais après 1926, il n'y eut plus de programme d'enseignement de l'anglais au Tibet. 
De même, l'initiative de créer une force de police à Lhassa échoua en raison de l'opposition des lamas qui y voyaient un empiètement de leur prérogative du maintien de la paix. Selon Wang et Gyaincain, Ladenla fut prié de retourner en Inde, on démit tous les officiers de police pour ne conserver que cinquante agents de police, placés sous la direction du maire de Lhassa[réf. à confirmer].
Sir Charles Bell commente en ces termes la défaveur du pro-britannique Tsarong, le commandant en chef de l'armée, et la fermeture de l'école de Gyantse en 1926 : « Les journaux russes (...) ont rapporté que l'influence britannique au Tibet a disparu. Sans aucun doute, l'Angleterre a grandement perdu de son influence » .

### La mission britannique à Lhassa (1936-1947)
Après 1936, une mission britannique dirigée par le Dr Hugh Richardson, un Britannique, fut établie à Lhassa en réponse à la mission chinoise de « condoléances » dirigée par Huang Musong arrivée à Lhassa en 1934 après le décès du 13e dalaï-lama et qui laissa derrière elle deux agents de liaison muni d'un émetteur-récepteur radio. Premier représentant blanc à servir dans la capitale, Hugh Richardson y demeura de 1936 à 1940 et à nouveau après 1946, ayant été affecté à d'autres postes entretemps. Après la fin de la guerre, il revint à Lhassa en tant que représentant britannique.
En 1945, le Britannique Robert Ford participa à la mission britannique comme opérateur radio avant de rejoindre le Sikkim la même année,. Après l’indépendance de l’Inde, il retourna au Lhassa en 1947, et devint le premier étranger à recevoir un titre tibétain officiel après son embauche par le gouvernement du Tibet. De 1948 à 1950, il fut chargé par le gouvernement tibétain d'installer la première station de radio tibétaine et de mettre au point un réseau de communication radio domestique. Un autre opérateur radio britannique, Reginald Fox, servit à la mission de Lhassa de mars 1947 à 1950. Après l'indépendance de l'Inde le 15 août 1947 et la fermeture de la mission britannique, il est lui aussi employé par le gouvernement du Tibet. 
Après l'accession de l'Inde à l'indépendance le 15 août 1947, la mission britannique devint la mission indienne,. Son successeur indien n'étant pas encore formé, Hugh Richardson devint le représentant de l'Inde et le demeura jusqu'en septembre 1950,,.

### L'éphémère école anglaise de Lhassa (1944)
Devant la nécessité d'avoir des responsables ayant reçu une éducation anglaise pour pouvoir faire fonctionner des émetteurs radios, l'usine hydroélectrique et autres équipements modernes, une école dispensant un enseignement en partie en tibétain, en partie en anglais, fut ouverte à Lhassa le 31 juillet 1944, à la demande du gouvernement tibétain. Le régent Taktra Rinpoché la justifia comme étant la continuation de la politique du 13e dalaï-lama,. Cependant, elle ne fonctionnera que pendant six mois en raison, selon Melvyn C. Goldstein, de l'opposition véhémente de la faction monastique (qui menaçait d'y envoyer des moines de combat (dob-dob) pour enlever et violenter les élèves) et de ses alliés conservateurs : il n'était pas question de porter atteinte aux valeurs religieuses en inculquant des idées étrangères, athées. Robert Ford indique lui aussi que les moines la firent fermer au bout d'à peine 6 mois. Pour Yangdon Dhondup, l'échec de ce projet est dû aux factions conservatrices du clergé, pour Catriona Bass à des groupes conservateurs au sein du clergé et de l'aristocratie.
Selon Kashopa, cité par Claude Arrpi, ce sont les factions monacales et laïques de l'ancien régent Reting Rinpoché qui lancèrent des rumeurs dans les trois monastères principaux, Sera, Drepung et Ganden, au sujet de l'école, accusant celle-ci de conceptions hostiles à la religion bouddhiste. Les abbés et les représentants de ces monastères décidèrent de rencontrer le régent Takra et le Kashag pour leur demander de fermer l'école, ouverte sans l'accord de l'assemblée nationale, ajoutant que si leur demande n'était pas prise en considération, ils rassembleraient un grand nombre de dob-dobs pour la détruire. Les ministres défendirent l'école qui constituait un projet commun des gouvernements tibétain et britannique et serait utile aux besoins politiques actuels et à venir du Tibet. Les abbés menacèrent de fermer l'école par la force et d'enlever les élèves à leurs familles, lesquelles étaient de toute façon attachées à l'un des trois monastères. La plupart des officiels et des aristocrates ne souhaitaient pas la fermeture, mais la crainte et les rumeurs au sujet des intentions des dob-dobs obligèrent le Kashag à fermer l'école.

### Épilogue
Lorsque la Grande-Bretagne quitta l'Inde en 1947, elle perdit tout intérêt pour le Tibet et s'en remit au nouvel État indépendant.
L'intervention militaire chinoise au Tibet en 1950 provoqua le départ de Hugh Richardson, l'ancien représentant britannique encore présent à Lhassa.
Le Tibet lança un appel aux Nations unies, dont les Britanniques discutèrent à la Chambre des communes le 20 novembre 1950.
Pour Claude Arpi, les Nations unies devenant une institution internationale, les définitions coloniales préexistantes devaient être réévaluées et la Grande-Bretagne ne pouvait plus conserver son indétermination sur le statut du Tibet, entre indépendance et suzeraineté. Consultés, des experts juridiques britanniques considérèrent le Tibet comme un pays distinct en se fondant sur la Convention de Simla conclue avec la Chine et le Tibet, sur le fait que les Chinois avaient été expulsés en 1911 et que le Tibet avait déclaré son indépendance deux ans plus tard. Selon le Conference of Defence Associations Institute canadien, le Tibet devait être considéré comme un État séparé selon l'article 35 de la Charte des Nations unies du fait de sa conservation du plein contrôle de ses affaires intérieures et extérieures de 1911 à 1950,.
Pour Claude Arpi, Londres souhaitait tenir compte de la position de l'Inde, laquelle hésitait à parrainer l'appel du Tibet. Nehru, qui souhaitait conserver un rôle de médiateur neutre et réduire les tensions belliqueuses, se prononça pour un ajournement de l'appel,,.
L'examen de l'appel du Tibet fut ajourné sine die le 24 novembre, date de l'arrivée à Lake Success d'une délégation de la République populaire de Chine venue présenter le point de vue de ce pays sur la Corée,.
Selon Goldstein l'accord en 17 points sur la libération pacifique du Tibet, conclu le 23 mai 1951 à Pékin entre les représentants de la République populaire de Chine et ceux du 14e dalaï-lama et reconnaissant, pour la première fois dans l'histoire tibétaine, la souveraineté chinoise sur le Tibet, tournait la page de la présence et de l'influence britanniques. Le 14e dalaï-lama dénonça cependant l'accord en 1959 au dzong de Lhuntsé au Tibet, avant son départ pour un exil en Inde.
Selon Jean Dif, les accords commerciaux tibéto-britanniques, dont l'Inde était héritière, devinrent caducs en 1962.
Robert Ford, qui avait été embauché au service du gouvernement tibétain, fut arrêté en 1950 par l'armée populaire de libération au début de l'invasion du Tibet, avec le Gouverneur Général du Kham et les autres officiers tibétains.